# Kirill Wladimirowitsch Putilow
Kirill Wladimirowitsch Putilow (russisch Кирилл Владимирович Путилов; * 1. November 1988 in Nischni Tagil, Russische SFSR) ist ein russischer Eishockeyspieler, der seit Juni 2017 erneut bei Sputnik Nischni Tagil in der Wysschaja Hockey-Liga unter Vertrag steht.

## Karriere
Kirill Putilow begann seine Karriere als Eishockeyspieler in seiner Heimatstadt in der Nachwuchsabteilung von Sputnik Nischni Tagil, für dessen Profimannschaft er von 2006 bis 2010 in der Wysschaja Liga, der zweithöchsten russischen Spielklasse, sowie in der Saison 2010/11 in deren Nachfolgewettbewerb Wysschaja Hockey-Liga aktiv war. Parallel spielte er von 2007 bis 2011 für die zweite Mannschaft des Vereins in der drittklassigen Perwaja Liga. Die Saison 2011/12 begann der Verteidiger beim HK Sary-Arka Karaganda in der Kasachischen Eishockeymeisterschaft. Für die Kasachen erzielte er in 37 Spielen 13 Scorerpunkte, davon drei Tore. Anschließend wurde er im Januar 2012 vom HK Jugra Chanty-Mansijsk aus der Kontinentalen Hockey-Liga verpflichtet. In seiner Premierenspielzeit in der KHL kam er in insgesamt 13 Spielen zum Einsatz, wobei er punktlos blieb und sechs Strafminuten erhielt. In der Saison 2012/13 spielte Putilow dauerhaft für Jugra in der KHL.
Im Juni 2015 wurde Putilow zusammen mit Szjapan Haratscheuskich vom HK Lada Toljatti verpflichtet.

## KHL-Statistik
(Stand: Ende der Saison 2013/14)